# Eole 1
Eole 1 fue un satélite meteorológico francés experimental lanzado el 16 de agosto de 1971 mediante un cohete Scout. Fue el primero lanzado por la NASA bajo un acuerdo de cooperación con el CNES.
Fue diseñado principalmente como satélite de comunicaciones para retransmitir telemetría recogida desde instrumentos situados en globos meteorológicos informando sobre altura, presión, temperatura, humedad, velocidad del viento...
El satélite tenía forma octogonal, con un diámetro de 0,71 metros y 0,58 m de altura. La alimentación eléctrica era proporcionada por ocho paneles solares rectangulares desplegados a 45° de la estructura superior del octógono, produciendo una media de 20 vatios de potencia. Disponía de 15 baterías recargables de plata-cadmio. Eole 1 se mantenía orientado hacia la Tierra de manera constante gracias a un mástil desplegable de 10,06 m de longitud que estabilizaba el satélite mediante el gradiente de gravedad que producía. Los datos recogidas por el satélite se guardaban a bordo y eran retransmitidos cuando se hacía una petición desde una estación de tierra.
La telemetría consistía de estos elementos:
- un transmisor a 136,35 MHz para enviar datos de los globos a las estaciones de tierra, que también servía como baliza de seguimiento para el satélite.
- un receptor a 148,25 MHz para la recepción de comandos desde las estaciones de tierra y datos desde los globos.
- un transmisor a 464,84 MHz y un receptor a 401,7196 MHz para las comunicaciones entre el satélite y los globos.

Las operaciones del satélite fueron un éxito, salvo la destrucción no intencionada de 71 globos meteorológicos debida a una orden transmitida por error desde una estación de tierra. El último globo dejó de transmitir en enero de 1973, pero Eole 1 siguió siendo utilizado para seguir y recibir datos de boyas oceánicas y navíos.